# Michigan 500 1993
Marlboro 500 1993 var ett race som var den tionde deltävlingen i PPG IndyCar World Series 1993. Racet kördes den 1 augusti på Michigan International Speedway. Fords motorer dominerade totalt, vilket gav Nigel Mansell en enkel seger, och återtagen mästerskapsledning från Emerson Fittipaldi. Under kvalet satte Mansells stallkamrat Mario Andretti nytt världsrekord över ett uppmätt varv med ett snitt på över 377 km/h. Andretti slutade på andra plats i tävlingen, medan Arie Luyendyk blev trea.

## Slutresultat
| Plats | Förare             | Team                     | Grid | Kvaltid |
| ----- | ------------------ | ------------------------ | ---- | ------- |
| 1     | Nigel Mansell      | Newman/Haas Racing       | 2    | 30,840  |
| 2     | Mario Andretti     | Newman/Haas Racing       | 1    | 30,733  |
| 3     | Arie Luyendyk      | Chip Ganassi Racing      | 3    | 31,339  |
| 4     | Raul Boesel        | Dick Simon Racing        | 4    | 31,364  |
| 5     | Scott Goodyear     | Walker Racing            | 6    | 31,661  |
| 6     | Teo Fabi           | Hall/VDS Racing          | 8    | 31,924  |
| 7     | Roberto Guerrero   | Budweiser King Racing    | 11   | 32,114  |
| 8     | Al Unser Jr.       | Galles Racing            | 17   | 32,821  |
| 9     | Bobby Rahal        | Rahal-Hogan Racing       | 16   | 32,418  |
| 10    | Willy T. Ribbs     | Walker Racing            | 13   | 32,164  |
| 11    | Scott Brayton      | Dick Simon Racing        | 7    | 31,839  |
| 12    | Dave Kudrave       | Euromotorsport           | 19   | 33,380  |
| 13    | Emerson Fittipaldi | Marlboro Team Penske     | 15   | 32,356  |
| 14    | Hiro Matsushita    | Walker Racing            | 12   | 32,136  |
| 15    | Robby Gordon       | A.J. Foyt Enterprises    | 9    | 32,026  |
| 16    | Ross Bentley       | Dale Coyne Racing        | 23   | 35,042  |
| 17    | Olivier Grouillard | Indy Regency Racing      | 20   | 33,594  |
| 18    | Marco Greco        | Sovereign Racing         | 21   | 33,959  |
| 19    | Paul Tracy         | Marlboro Team Penske     | 5    | 31,653  |
| 20    | Jeff Wood          | Euromotorsport           | 22   | 34,751  |
| 21    | Buddy Lazier       | Leader Cards Racing      | 18   | 33,037  |
| 22    | Lyn St. James      | Dick Simon Racing        | 10   | 32,113  |
| 23    | Stefan Johansson   | Bettenhausen Motorsports | 14   | 32,196  |